# Костюкевич, Виктор Филиппович
Виктор Филиппович Костюкевич — советский хозяйственный и политический деятель. Член КПСС. Участник Великой Отечественной войны.

## Биография
Родился в 1923 году в деревне Докудово. 
Призван в 1941 году Дибровольновским РВК.  Красноармеец; рядовой. Воинская часть: 3 Белорусский фронт, 202 зсп 28 армия.
В 1948—1959 гг. — кассир, кладовщик колхоза, слушатель совпартшколы при ЦК КП Белоруссии, инструктор Крупского райкома КП Белоруссии.
В 1960—1986 гг. — председатель колхоза «Большевик» Крупского района Минской области.
Окончил Высшую партийную школу при ЦК КПСС. 
Депутат Верховного Совета СССР 10-го созыва.
Жил в Белоруссии. 

## Награды
- Орден Отечественной войны I степени (06.04.1985)
- Орден Красной Звезды (31.10.1944)
- Медаль «За победу над Германией в Великой Отечественной войне 1941–1945 гг.» (09.05.1945)